# Diospyros acreana
Diospyros acreana là một loài thực vật có hoa trong họ Thị. Loài này được Cavalcante mô tả khoa học đầu tiên năm 1966.